# Joshua Pérez
Joshua Giovanni Pérez Figueroa (ur. 21 stycznia 1998 w Montebello) – salwadorski piłkarz występujący na pozycji pomocnika w polskim klubie Odra Opole.

## Życie prywatne
Urodził się w Montebello w Stanach Zjednoczonych jako syn Salwadorczyków: urodzonego w Los Angeles Giovanniego Péreza i emigrantki Susany Figueroy. Jego ojciec, stryj Hugo Ernesto oraz dziadek  Hugo Antonio również byli profesjonalnymi piłkarzami. Ponadto Hugo Ernesto był jego trenerem w reprezentacji Stanów Zjednoczonych U-15.